# Rhysodesmus pusillus
Rhysodesmus pusillus är en mångfotingart som beskrevs av Pocock 1909. Rhysodesmus pusillus ingår i släktet Rhysodesmus och familjen Xystodesmidae. Inga underarter finns listade i Catalogue of Life.